# Euclidia aurantiaca
Euclidia aurantiaca är en fjärilsart som beskrevs av Karl Schawerda 1928. Euclidia aurantiaca ingår i släktet Euclidia och familjen nattflyn. Inga underarter finns listade i Catalogue of Life.